# Hasta siempre, comandante
Hasta siempre, comandante, известна още като Hasta siempre (в буквален превод „До вечността, команданте“, означаващо „Сбогом завинаги, команданте“) е песен, написана през 1965 г. от кубинския компзитор, поет и китарист Карлос Пуебла. Заглавието на песента е сходно с лозунга Hasta la victoria siempre („До победа“).
Песента е написана във връзка с прощалното писмо на Че Гевара, в което той се отказва от всякакви длъжности, привилегии и кубинското си гражданство, за да се включи в партизанската борба в Конго и Боливия. Тя възхвалява Че, а в същото време по странен начин предрича неговата трагична гибел през 1967 и следата, която той оставя в историята на човечеството.
Песента има много различни версии и изпълнители. В една от версиите от 2003 г. думата „Фидел“ е заменена с „Куба“ (вместо Y con Fidel te decimos се пее Y con Cuba te decimos).